# Euphorbia papillosicapsa
Euphorbia papillosicapsa är en törelväxtart som beskrevs av Leslie Larry Charles Leach. Euphorbia papillosicapsa ingår i släktet törlar, och familjen törelväxter. Inga underarter finns listade i Catalogue of Life.